# Thekla Viloo Fliesberg

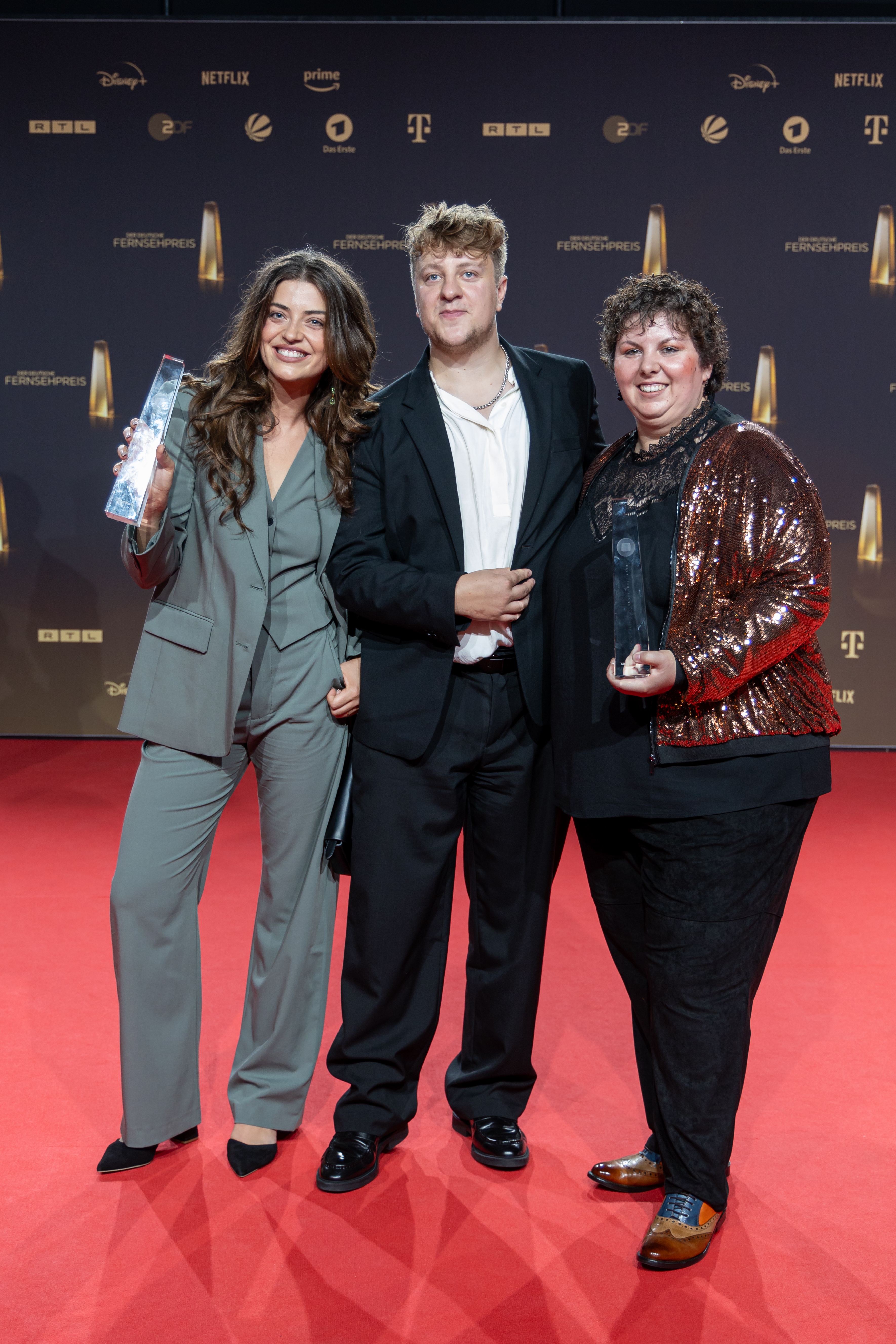
Thekla Viloo Fliesberg (rechts) mit Altine Emini und Thomas Schubert bei der Verleihung des Deutschen Fernsehpreises 2023

Thekla Viloo Fliesberg (* 31. Oktober 1989 in Bochum) ist eine deutsche Schauspielerin und Sprecherin.

## Werdegang
Thekla Viloo Fliesberg wurde 1989 in Bochum geboren. Von 1999 bis 2012 war sie am Jungen Schauspielhaus Bochum aktiv, wo sie erste Erfahrungen auf der Bühne sammelte. Nach dem Abitur absolvierte sie von 2010 bis 2013 eine Ausbildung zur Garten- und Landschaftsbauerin. Anschließend folgte von 2014 bis 2018 eine Schauspielausbildung an der Schauspielschule der Keller in Köln.
Bereits während ihrer Schauspielausbildung übernahm Fliesberg Rollen vor der Kamera. 2016 spielte sie in der ARD-Comedyserie Kroymann, die 2020 den Deutschen Fernsehpreis in der Kategorie „Beste Comedy“ gewann. Nach ihrem Abschluss arbeitete sie unter anderem als Theaterschauspielerin in Köln und Krefeld und spielte in zahlreichen Film- und Fernsehproduktionen mit.
2022 wirkte sie an der Serie King of Stonks mit, die den Deutschen Fernsehpreis 2023 in der Kategorie „Beste Comedy“ erhielt.